# Grupa Armii Północ
Grupa Armii Północ (niem. Heeresgruppe Nord) – jedna z niemieckich grup armii, uczestniczyła w agresji na Polskę i ataku na Związek Radziecki.

## Formowania i walki
Po raz pierwszy wystawiona w trakcie uderzenia na Polskę we wrześniu 1939, na bazie dowództwa 2 Armii. W tym czasie składała się z dwóch armii – 3 Armii uderzającej z rejonu Prus Wschodnich i 4 Armii atakującej z rejonu Pomorza Zachodniego. Po zakończeniu działań bojowych w Polsce przemianowana na Grupę Armii B (10 października 1939).
Po raz drugi wystawiona w związku z planowanym atakiem na ZSRR poprzez przemianowanie dowództwa Grupy Armii C (20 czerwca 1941). Dowodzący Grupą Armii Północ von Leeb, miał pod swoimi rozkazami 23 dywizje piechoty, 3 dywizje pancerne i 3 dywizje zmotoryzowane oraz 1 Flotę Powietrzną, liczącą ponad 1000 samolotów. Wymienione jednostki tworzyły: 18 armię (uderzająca wzdłuż wybrzeża Bałtyku poprzez kraje bałtyckie) oraz 16 armię (uderzająca na jej prawym skrzydle przez Dyneburg na wyżynę Wałdaj). Obie armie poprzedzała 4 Grupa Pancerna jako siła uderzeniowa całej grupy armii atakująca przez Psków na Leningrad. Oblegając Leningrad dowództwo Grupy Armii Północ miało do dyspozycji: 741 000 żołnierzy, 385 pojazdów pancernych, 370 samolotów i 1070 dział i moździerzy.
We wrześniu do uderzenia na Moskwę oddano Grupie Armii „Środek” grupę pancerną. Następnie po zablokowaniu Leningradu i przegranej pod Tichwinem, całe zgrupowanie przeszło do obrony, w której pozostało do stycznia 1944 roku, kiedy rozpoczął się powolny odwrót. W lecie tego roku grupa została odcięta w Kurlandii, a w styczniu 1945 została przemianowana w Grupę Armii „Kurlandia”.
Po raz trzeci wystawiona 25 stycznia 1945 poprzez przemianowanie Grupy Armii „Środek” w Prusach Wschodnich. Składała się z 4 Armii oraz Zgrupowania Armijnego „Samland”. Okrążona w tym rejonie przez Armię Czerwoną została rozbita i rozwiązana 2 kwietnia.

## Dowództwo grupy armii
Dowódcy:
- feldmarszałek Fedor von Bock[5] (27 sierpnia 1939)
- feldmarszałek Wilhelm von Leeb (20 czerwca 1941)
- feldmarszałek Georg von Küchler (17 stycznia 1942)
- feldmarszałek Walther Model (29 stycznia 1944)
- gen. płk Georg Lindemann(inne języki) (31 marca 1944)
- gen. płk Johannes Frießner (4 lipca 1944)
- gen. płk Ferdinand Schörner (23 lipca 1944)
- gen. płk Lothar Rendulic (27 stycznia 1945)
- gen. płk Walter Weiss (12 marca 1945)[6]

Szefowie sztabu:
- gen. por. Hans von Salmuth (w czasie agresji na Polskę[7])

## Struktura organizacyjna
jednostki grupy armii
- 537 batalion łączności
- 639 batalion łączności (2 Montażowy)

Związki operacyjne
| Data             | Skład armii                                 |
| ---------------- | ------------------------------------------- |
| 1939             |                                             |
| wrzesień 1939    | 3 Armia, 4 Armia                            |
| październik 1939 | 6 Armia, 4 Armia                            |
| 1941             |                                             |
| czerwiec 1941    | 16 Armia, 18 Armia, 4 Grupa Pancerna        |
| październik 1941 | 16 Armia, 18 Armia                          |
| 1942             |                                             |
| wrzesień 1942    | 11 Armia, 16 Armia, 18 Armia                |
| grudzień 1942    | 16 Armia, 18 Armia                          |
| 1943             |                                             |
| lipiec 1943      | 16 Armia, 18 Armia                          |
| 1944             |                                             |
| marzec 1944      | Oddział Armijny Narwa, 16 Armia, 18 Armia   |
| wrzesień 1944    | 16 Armia, Oddział Armijny Grasser, 18 Armia |
| listopad 1944    | 16 Armia, Oddział Armijny Kleffel, 18 Armia |
| wrzesień 1944    | 16 Armia, 18 Armia                          |
| 1945             |                                             |
| luty 1945        | Oddział Armijny Samland, 4 Armia            |